# Qaleh kurd
Pour les articles homonymes, voir Qaleh.
La grotte de Qaleh Kurd est le plus ancien site archéologique découvert en Iran. La grotte est située à la limite nord-ouest du Plateau Central Iranien, non loin du village de  Qaleh dans la province de Qazvin. La région dans laquelle est située la grotte est entourée des montagnes de l’Alborz et du Zagros.

## Importance du site
La grotte de Qaleh Kurd est le plus ancien site préhistorique en Iran où ont été découvertes des traces d'activités humaines remontant jusqu'au Pléistocène moyen. En effet, les résultats des analyses concernant différents assemblages archéologiques de la grotte sont datés entre -452 000 et -165 000 ans. Ces découvertes font de ce site, d'un point de vue régional et chronologique, un site clé pour la connaissance des premiers peuplements humains et de leur dispersion entre le Levant et l'Asie.

## References
1. 1 2  (en) H. Vahdati Nasab, G. Berillon, S. M. Hashemi, J.J. Bahain, N. Sévêque, M. Jayez, S. Bonilauri, G. Jamet, M. A. Kharazian, A. Nateghi, A. Abdollahi, P. Antoine, I. Beheshti, N. Boulbes, C. Chapon-Sao, X. Gallet, C. Falguères, L. Garbé, M. Kazzazi, A. Zavar Mousavi, Sareh. Nematollahinia, J. Özçelebi, O. Stoetzel, O. Tomberet et V. Zeitoun, « Qaleh Kurd Cave (Qazvin, Iran): Oldest Evidence of Middle Pleistocene Hominin Occupations and a Human Deciduous Tooth in the Iranian Central Plateau », Journal of Paleolithic Archaeology, vol. 7, no 1,‎ 23 mai 2024 (DOI 10.1007/s41982-024-00180-4)